# 厚透鏡
厚透鏡是光學領域中一種特殊類型的透鏡，其厚度相對於焦距而言較大。與薄透鏡相比，厚透鏡在光線的折射和彎曲方面具有不同的特性，需要考慮透鏡的兩側表面以及中央部分的形狀和曲率。這種透鏡常用於一些特殊光學系統和儀器中，如放大鏡、顯微鏡和一些攝影鏡頭。

## 基本特性

### 厚度
厚透鏡的厚度通常相對較大，這使得在分析這種透鏡時必須考慮透鏡的邊緣和中央部分之間的光線傳播。

### 曲率和球差
與薄透鏡相比，厚透鏡的曲率和球差（spherical aberration）更為複雜。球差是由於不同位置的光線經過不同的弧度曲率而引起的，因此在透鏡的中央部分和邊緣部分可能產生不同的焦點。

### 折射和散射
厚透鏡的厚度也會影響光線的折射和散射。這可能需要更複雜的計算和補償，以確保透鏡的光學性能達到所需水平。

## 應用

### 放大鏡
在一些需要大視野和高放大倍率的放大鏡中，厚透鏡可能被使用，以提供更好的光學性能。

### 顯微鏡
在顯微鏡系統中，特別是高倍率的顯微鏡中，為了獲得清晰的影像，設計中可能採用厚透鏡。

### 攝影鏡頭
一些攝影鏡頭中也可能使用厚透鏡，以滿足特定的光學需求，例如補償球差和其他光學畸變。

## 挑戰與優化

### 複雜的設計
由於厚透鏡的光學特性相對複雜，其設計和製造可能需要更多的工程和精密度。

### 球差的補償
克服厚透鏡中可能存在的球差是一個挑戰。在設計階段，可能需要使用特殊形狀的曲面或額外的光學元件來補償這些效應。